# لودياس (ثيسالونيكي)
لودياس (Λουδίας) هي مدينة في ثيسالونيكي في مقاطعة فوريا إلادا في اليونان.